# Bergholtz
Bergholtz (Bergholz in tedesco) è un comune francese di 1 103 abitanti situato nel dipartimento dell'Alto Reno nella regione del Grand Est. Si trova a metà strada tra Colmar a nord e Mulhouse a sud.

## Società

### Evoluzione demografica
Abitanti censiti